# Marian Enache
Marian Enache (n. 5 mai 1954, Iași, România) este un jurist și fost politician român. Marian Enache a fost deputat în legislaturile 1990-1992 1996-2000 și 2012-2016.  
Acesta a ocupat funcția de judecător al Curții Constituționale în perioada 2016-2025 fiind numit de Senat.
În perioada 2022-2025 a ocupat funcția de preșesedinte al Curții Constituționale.
În perioada 1993-1996, Marian Enache a fost ambasador extraordinar și plenipotențiar al României în Republica Moldova.
Luni, 2 decembrie 2024, Curtea Constituțională a României a anunțat că a validat primul tur al alegerilor prezidențiale, după ce a cerut renumărarea tuturor celor peste 9,4 milioane de voturi. Marian Enache, președintele CCR: „În cadrul examenului de constituționalitate privind respectarea procedurii pentru alegerea președintelui României, conferind efectivitate competențelor înscrise în Constituția României, precum respectului votului popular exprimat în primul tur al alegerilor prezidențiale din anul 2024, judecătorii constituționali au hotărât, cu unanimitate de voturi, respingerea ca neîntemeiată a contestației candidatului Cristian Terheș. Totodată, Curtea a hotărât, în unanimitate: 1) confirmarea și validarea rezultatului alegerilor pentru funcția de președinte al României din primul tur de scrutin din data de 24 noiembrie 2024; 2) organizarea celui de-al doilea tur de scrutin pentru alegerea președintelui României în ziua de duminică, 8 decembrie 2024, la care vor participa domnul Călin Georgescu și doamna Elena Lasconi”.
Vineri, 6 decembrie 2024, alegerile prezidențiale sunt anulate de Curtea Constituțională a României.
În 2022, Marian Enache a fost ales Președinte al Curții Constituționale a României. Mandatul lui Marian Enache, președintele CCR, urmează să se încheie în cursul anului 2025. Pornind de la salariul lunar de circa peste 39.000 de lei, potrivit ultimei declarații de avere, președintele CCR ar urma să primească indemnizația netă peste 236.000 de lei (dacă nu va primi un nou mandat).
La 5 martie 2025, președintele CCR, Marian Enache, s-a întâlnit cu ambasadorul Franței la București, Nicolas Warnery, având discuții despre cooperarea strânsă în domeniul juridic și constituțional dintre România și Franța.